# Luins
Luins es una comuna suiza del cantón de Vaud, situada en el distrito de Nyon. Limita al norte con la comuna de Burtigny, al este con Vinzel, al sureste con Bursins y Dully, al sur y suroeste con Gland, y al oeste con Begnins.
La comuna hizo parte hasta el 31 de diciembre de 2007 del distrito de Rolle, círculo de Gilly.